# Llorenç Matamala

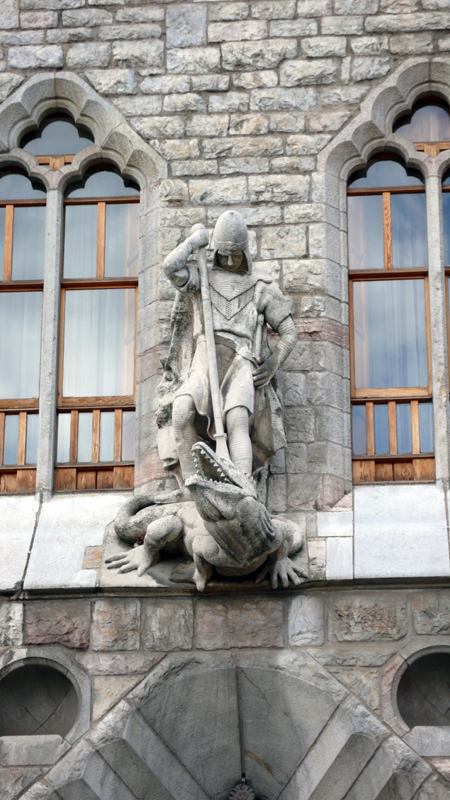
San Jorge y el dragón, na fachada do Casa Botines na cidade de Leão.

Llorenç Matamala i Piñol (Gràcia, 1856 - Barcelona, 1925) foi um escultor espanhol. Foi pai do também escultor Joan Matamala.

## Biografia
Foi discípulo e genro do escultor Joan Flotats, com quem trabalhou na decoração escultórica do Parque da Cidadela, e estudou na Escola Llotja de Barcelona. Colaborador e amigo de juventude de Antoni Gaudí, ajudou-o na obra da Sagrada Família, onde era chefe de equipa de escultores, realizando numerosas obras seguindo as directrizes marcadas por Gaudí. 